# Kahana Bay
Kahana Bay et Kahana Bay Beach Park sont situés sur le côté venteux de l'île d'Oahu dans l'État américain d'Hawaï ,. 

## Description
Le parc de la baie et de la plage de Kahana est situé le long de la route de Kamehameha sur Oahu, à côté du parc d'État Ahupua'a O Kahana entre Kaʻaʻawa et Punaluʻu. La plage est connue pour la pêche, la baignade et son calme. Bien qu'il s'agisse d'un parc de plage, ses installations sont limitées en raison de son emplacement éloigné . 

## Histoire
La région autour de Kahana, en particulier la mauka (en haut de la colline), était historiquement une communauté de pêche et d'agriculture hawaïenne indigène avant le contact avec l'Occident. En raison de l'abondance d'eau douce et du sol fertile de la vallée, la région a pu subvenir aux besoins d'une petite population. La baie de Kahana aurait fourni un approvisionnement durable en poissons et crustacés . 